# 942. grenadirski polk (Wehrmacht)
942. grenadirski polk (izvirno nemško 942. Grenadier-Regiment; kratica 942. GR) je bil pehotni polk Heera v času druge svetovne vojne.

## Zgodovina
Polk je bil ustanovljen 1. decembra 1943 v Bretaniji za potrebe 353. pehotne divizije.